# فالستون (كارولاينا الشمالية)
فالستون (بالإنجليزية: Fallston, North Carolina)‏ هي معلم جغرافي تقع في الولايات المتحدة في مقاطعة كليفلاند، كارولاينا الشمالية. يقدر عدد سكانها بـ 607 نسمة ومساحتها 5.6 كم2 ووترتفع عن سطح البحر 317 متر.

## التركيبة السكانية
حدّد مكتب تعداد الولايات المتحدة بيانات التركيبة السكانية لفالستون في تعداد الولايات المتحدة. في ما يلي، التركيبة السكانية حسب تعدادي 2000 و2010.

### تعداد عام 2000
بلغ عدد سكان فالستون 603 نسمة بحسب تعداد عام 2000، وبلغ عدد الأسر 230 أسرة وعدد العائلات 180 عائلة مقيمة في البلدة. في حين سجلت الكثافة السكانية 107.5 نسمة لكل كيلومتر مربع (278.4/ميل2). وبلغ عدد الوحدات السكنية 254 وحدة بمتوسط كثافة قدره 45.3 لكل كيلومتر مربع (117.3/ميل2).
وتوزع التركيب العرقي للبلدة بنسبة 96.19% من البيض و2.99% من الأمريكيين الأفارقة و0.17% من الأمريكيين ذوي الأصول الآسيوية و0.66% من الأعراق الأخرى و1% من الهسبانيون أو اللاتينيون من أي عرق.
بلغ عدد الأسر 230 أسرة كانت نسبة 35.2% منها لديها أطفال تحت سن الثامنة عشر تعيش معهم، وبلغت نسبة الأزواج القاطنين مع بعضهم البعض 60.9% من أصل المجموع الكلي للأسر، ونسبة 12.2% من الأسر كان لديها معيلات من الإناث دون وجود شريك،  بينما كانت نسبة 5.2% من الأسر لديها معيلون من الذكور دون وجود شريكة وكانت نسبة 21.7% من غير العائلات. تألفت نسبة 20.9% من أصل جميع الأسر من عدة أفراد يعيشون في نفس المنزل ونسبة 11.7% كانت تتألف من شخص يعيش بمفرده يبلغ من العمر 65 عاماً أو أكثر. وبلغ متوسط حجم الأسرة المعيشية 2.52، أما متوسط حجم العائلات فبلغ 2.83.
بلغ العمر الوسطي للسكان 38.5 عاماً. وكانت نسبة 23.5% من القاطنين تحت سن الثامنة عشر، وكانت نسبة 6.6% بين الثامنة عشر والرابعة والعشرين عاماً، ونسبة 26.7% كانت واقعةً في الفئة العمرية ما بين الخامسة والعشرين والرابعة والأربعين عاماً، ونسبة 22.1% كانت ما بين الخامسة والأربعين والرابعة والستين، ونسبة 17.2% كانت ضمن فئة الخامسة والستين عاماً فما فوق. يوجد لكل 100 أنثى 91.4 ذكر، ويوجد لكل 100 أنثى في الثامنة عشر من عمرها فما فوق 88.0 ذكر.
بلغ متوسط دخل الأسرة في البلدة 35,000 دولارًا، أما متوسط دخل العائلة فبلغ 41,042 دولارًا. وكان متوسط دخل الذكور 33,125 دولارًا مقابل 25,139 دولارًا للإناث. وسجل دخل الفرد الخاص بالبلدة 17,415 دولارًا. وكانت نسبة 13.1% من العائلات ونسبة 13.8% من السكان تحت خط الفقر، وكان من هؤلاء نسبة 13.8% تحت سن الثامنة عشر ونسبة 19.3% في الخامسة والستين من العمر وما فوق.

### تعداد عام 2010
بلغ عدد سكان فالستون 607 نسمة بحسب تعداد عام 2010، وبلغ عدد الأسر 237 أسرة وعدد العائلات 179 عائلة مقيمة في البلدة. في حين سجلت الكثافة السكانية 108.2 نسمة لكل كيلومتر مربع (280.2/ميل2). وبلغ عدد الوحدات السكنية 269 وحدة بمتوسط كثافة قدره 48 لكل كيلومتر مربع (124.3/ميل2).
وتوزع التركيب العرقي للبلدة بنسبة 92.75% من البيض و5.11% من الأمريكيين الأفارقة و0.66% من الأعراق الأخرى و1.48% من عرقين مختلطين أو أكثر و0.66% من الهسبانيون أو اللاتينيون من أي عرق.
بلغ عدد الأسر 237 أسرة كانت نسبة 35% منها لديها أطفال تحت سن الثامنة عشر تعيش معهم، وبلغت نسبة الأزواج القاطنين مع بعضهم البعض 59.9% من أصل المجموع الكلي للأسر، ونسبة 11.4% من الأسر كان لديها معيلات من الإناث دون وجود شريك،  بينما كانت نسبة 4.2% من الأسر لديها معيلون من الذكور دون وجود شريكة وكانت نسبة 24.5% من غير العائلات. تألفت نسبة 21.1% من أصل جميع الأسر من عدة أفراد يعيشون في نفس المنزل ونسبة 10.1% كانت تتألف من شخص يعيش بمفرده يبلغ من العمر 65 عاماً أو أكثر. وبلغ متوسط حجم الأسرة المعيشية 2.56، أما متوسط حجم العائلات فبلغ 2.97.
بلغ العمر الوسطي للسكان 37.9 عاماً. وكانت نسبة 24.4% من القاطنين تحت سن الثامنة عشر، وكانت نسبة 9.9% بين الثامنة عشر والرابعة والعشرين عاماً، ونسبة 25.4% كانت واقعةً في الفئة العمرية ما بين الخامسة والعشرين والرابعة والأربعين عاماً، ونسبة 24.4% كانت ما بين الخامسة والأربعين والرابعة والستين، ونسبة 16% كانت ضمن فئة الخامسة والستين عاماً فما فوق. وتوزع التركيب الجنسي للسكان بنسبة 47.4% ذكور و52.6% إناث.